# اسپرس بیابانی
اسپرس بیابانی (نام علمی: Onobrychis aucheri subsp. aucheri) نام یک زیر گونه از سرده اسپرس است.